# Circuit du Bocage vendéen
Le Circuit du Bocage vendéen est une course cycliste française disputée le lundi de Pâques dans le Bocage vendéen, en Vendée. Créée en 1923 ou 1928,, il s'agit de la doyenne des classiques vendéennes. Elle est organisée par le Vélo Club Essartais, avec comme directeur Gérard Piveteau. 
Auparavant ouverte aux professionnels, cette compétition est désormais réservée aux cyclistes amateurs. Certaines éditions se sont également déroulées sur plusieurs étapes. 

## Palmarès
| Année     | Vainqueur             | Deuxième             | Troisième             |
| --------- | --------------------- | -------------------- | --------------------- |
| 1928      | Henri Le Brasseur     | Émile Thomelet       | Joseph Noleau         |
| 1929      | Charles Orieux        | Fourre               | Pierre Le Cam         |
| 1930      | René Guignaudeau      | Yves Le Goff         | Eugène Le Goff        |
| 1931      | René Guignaudeau      | Maurice Lhotellier   | Lucien Allory         |
| 1932      | Yves Le Goff          | Christian Malsacre   | Eugène Le Goff        |
| 1933      | Léon Fichot           | Marcel Potiron       | Roger Parioleau       |
| 1934      | André Gaillot         | Raymond Bidault      | Jean Colasseau        |
| 1935      | Pierre Cogan          | Marcel Potiron       | François Haas         |
| 1936      | François Lucas        | Yves Le Goff         | Maurice Kraus         |
| 1937      | Gino Sciardis         | Sylvère Jezo         | René-Paul Corallini   |
| 1938      | Gino Sciardis         | Henri Bergerioux     | Raymond Lemarié       |
| 1939      | Émile Bruneau         | Domenico Pedrali     | Georges Vey           |
| 1940-1947 | Non organisé          | Non organisé         | Non organisé          |
| 1948      | Maurice Caillaud      | Joseph Joly          | Michel David          |
| 1949      | Guy Rigaudeau         | René Jean            | Lori                  |
| 1950      | Charles Coste         | Gabriel Terrades     | André Bouchonneau     |
| 1951      | Guy Rigaudeau         | Jean Sauffisseau     | Soubies               |
| 1952      | Narcisse Roux         | Albert Rabelland     | Marcel Potiron        |
| 1953      | Jean Sauffisseau      | Guy Rigaudeau        | Yvan Roche            |
| 1954      | Non organisé          | Non organisé         | Non organisé          |
| 1955      | Maurice Nauleau       | Roger Provost        | Jean Sauffisseau      |
| 1956      | André Chiffoleau      | Marcel Danguillaume  | Yves Pauvert          |
| 1957      | André Chiffoleau      | Jacques Sabathier    | René Jousset          |
| 1958      | Jean Ricou            | André Chiffoleau     | Michel Friou          |
| 1959      | Camille Girard        | Armand Poulain       | Fernand Delort        |
| 1960-1965 | Non organisé          | Non organisé         | Non organisé          |
| 1966      | Michel Gaudin         | Roland Berland       | Joseph Bonneau        |
| 1967      | René Grenier          | Marcel Le Bourvellec | Patrick François      |
| 1968      | Serge Lapébie         | Jean-Claude Digo     | Guy Bonnin            |
| 1969      | Louis Coquelin        | Joël Debien          | Guy Bonnin            |
| 1970      | Michel Gaudin         | Louis Coquelin       | Michel Macé           |
| 1972      | Jean-Claude Pailleux  | Jean-Yves Lebreton   | Claude Lourenceau     |
| 1973      | Michel Gaudin         | (Michel ?) Hénard    | Jean Polteau          |
| 1974      | Michel Gaudin         | Yves Villerio        | Bernard Tallonneau    |
| 1975      | Yvon Bertin           | Claude Lechatellier  | Bernard Champion      |
| 1976      | Jean-René Bernaudeau  | Jean Bégué           | Bernard Tallonneau    |
| 1977      | Claude Vincendeau     | Jean-René Bernaudeau | Grégoire Ruiz de Leon |
| 1978      | Philippe Provost      | Richard Tremblay     | Claude Bulteau        |
| 1979      | Christian Bertin      | Philippe Provost     | Gilles Métriau        |
| 1980      | Philippe Provost      | Félix Urbain         | Richard Tremblay      |
| 1981      | Richard Tremblay      | Claude Moreau        | Philippe Leleu        |
| 1982      | Laurent Brochet       | Alain Martail        | Alain Gicquiaud       |
| 1983      | Dominique Le Bon      | Bernard Daniel       | Franck Lebœuf         |
| 1984      | Philippe Dalibard     | Jacky Gesbert        | Lefèbvre              |
| 1985      | Fabrice Marchais      | Marc Hibou           | Dominique Mocquard    |
| 1986      | Fabrice Marchais      | Piers Hewitt         | Dominique Poirier     |
| 1987      | John Tonks            | Fabrice Marchais     | Christophe Garçon     |
| 1988      | Dominique Lardin      | Dominique Le Bon     | Roger Tréhin          |
| 1989      | Marc Hibou            | Dominique Le Bon     | Jean-Cyril Robin      |
| 1990      | Marc Hibou            | Patrice Bois         | Richard Bintz         |
| 1991      | Finn Vegard Nordhagen | Matt Bazzano         | Jacques Coualan       |
| 1992      | Christian Guiberteau  | Lionel Ruelland      | Franck Laurance       |
| 1993      | Blaise Chauvière      | Thierry Bricaud      | Stéphane Boury        |
| 1994      | Christian Blanchard   | Frédéric Mainguenaud | Dominique David       |
| 1995      | Frédéric Mainguenaud  | Ludovic Turpin       | Janek Tombak          |
| 1996      | Fabrice Cigolotti     | Franck Renier        | Sébastien Bordes      |
| 1997      | Yohan Poirer          | Sébastien Piveteau   | Franck Bordevaire     |
| 1998-2001 | Non organisé          | Non organisé         | Non organisé          |
| 2002      | Jérôme Beaufreton     | Sébastien Duret      | Pascal Mustière       |
| 2003      | Laurent Drouin        | Wilfried Jolly       | Sébastien Piveteau    |
| 2004      | Nicolas Sécher        | Julien Brémond       | Tony Leroux           |
| 2005      | Mathieu Ploquin       | Wilfried Jolly       |                       |
| 2006      | Roland Thomin         | Guillaume Thiébot    | Rousseau              |
| 2007      | Sébastien Piveteau    | Franck Dugas         | Jocelyn Maillet       |
| 2008      | Roland Thomin         | Anthony Supiot       | Pavel Czapla          |
| 2009      | Julien Guay           | Stefan Kushlev       | Jocelyn Maillet       |
| 2010      | Julien Belgy          | Corentin Maugé       | Mathieu Bernaudeau    |
| 2011      | Bryan Nauleau         | Angélo Tulik         | Morgan Lamoisson      |
| 2012      | Axel Guilcher         | Valentin Gaudin      | Fabien Grellier       |
| 2013      | Benjamin Bouttier     | Guillaume Garnier    | Vincent Drapeau       |
| 2014      | Gérald Pineau         | Arnaud Machefer      | Jérémy Fialip         |
| 2015      | Jason Tesson          | Guillaume Guilbaud   | Alex Déré             |
| 2016      | David Rivière         | Marlon Gaillard      | Axel Journiaux        |
| 2017      | Jason Tesson          | Adrien Le Mével      | Tom Ardouin           |
| 2018      | Julien Bély           | Cameron Airaud       | Wouter de Groot       |
| 2019      | Florian Rapiteau      | Sébastien Gueras     | Louis Barbin          |
| 2020      | annulé                | annulé               | annulé                |
| 2021      | Alessio Cialone       | Thibaud Gruel        | Rafaël Delhomme       |
| 2022      | Vitaly Dubreil        | Émilien Laurendeau   | Mathieu Giraudet      |
| 2023      | Johan Chardon         | Alexis Champion      | Alexis Demarty        |
| 2024      | Kévin Cherruault      | Noé Cognet           | Eddy Romian           |
| 2025      | Tony Bérile           | Antoine Umenhover    | Maël Pichon           |